# Магмени скали
Магмените скали са един от трите основни типа скали в земната кора, заедно с метаморфните и седиментните. Образувани са при застиване и кристализация на магмата при различни геоложки условия, които се определят от химичния състав, дълбочината, формата и обема ѝ. От една и съща магма, в зависимост от дълбочината на застиването ѝ, се формират различни видове скали. Тази дълбочина е много важен фактор, определящ трите им вида възможен фациес (вид). За магмените скали е характерно голямото разнообразие, което е резултат от сложната еволюция на основните типове магми, на процесите на диференциация, хибридизация и асимилация.

## Химичен състав
Магмените скали са съставени от ограничен брой химични елементи – кислород, силиций, алуминий, желязо, магнезий, калций, натрий, калий, водород. Те са представени главно във вид на оксиди, които представляват 98% от състава на магмените скали. В тях се срещат и малки количества редки елементи:
- В ултрабазичните – хром, никел и кобалт[4]
- В базичните – селен, волфрам, хром, кобалт и никел[4]
- В среднокиселите – бор, флуор, ванадий, стронций и циркон[4]
- В киселите – литий, берилий, бор, флуор, рубидий, олово[4]

Химичният състав на интрузивните и ефузивните скали е почти идентичен, тъй като са образувани от еднакъв изходен материал. Характерни минерали, изграждащи магмените скали, са ортоклаз, кварц, фелдшпат, плагиоклаз, биотит, амфибол, пироксен, оливин.

## Зараждане на магмата
Предполага се, че ултрабазичните и базичните магми се зараждат в горния слой на мантията и в базалтовия слой на планетата. Киселата магма се заражда в гранито-метаморфния слой на земната кора или се отделя при диференциация на веществата в мантията. Някои учени допускат, че при разтопяването на скалите под въздействието на високи температура и налягане в дълбоките слоеве на земните недра се формира вторична, палингенна магма.

## Видове

### В зависимост от дълбочината, на която кристализира магмата
- Абисален (дълбочинен) фациес – застиването на магмата става бавно при високо петростатично налягане (налягане на скалите) и при наличието на летливи компоненти. В този случай се наблюдава пълна кристализация, при която се образуват равномернозърнести скали с индивидуализирани минерали, а находищата са обширни и с голям обем.[2]
- Хипоабисален (полудълбочинен) фациес – Магмата застива при по-ниско петростатично налягане и по-бързо. При кристализация при такива условия се образуват неравномернозърнести скали.[2]
- Ефузивен (вулканичен) фациес – понижаването на температурата и налягането е рязко, тъй като застиването става над земната кора. Почти всички летливи компоненти излитат, при което кристализацията става бързо и поради това е непълна. Много често в скалите се среща лава, застинала във вид на вулканично стъкло.[2]

### В зависимост от това дали магмата кристализира под земната повърхност или над нея във вид на лава
- Интрузивни скали (плутонични) – образуват се при охлаждане на магмата на различна дълбочина под земната повърхност.[6] Интрузивните скали имат пълна кристална структура, с ясно изразена последователност на кристализацията на минералите, дължащи се на бавното изстиване на магмата в дълбоките земни пластове.[7]
- Ефузивни скали (еруптивни, вулканични) – формират се след изливането на магмата върху земната повърхност. Имат неравномерна, непълна кристалинна и стъкловидна структура, дължаща се на бързото изстиване на лавата на повърхността.[6][7]

### Според съдържанието на силициев диоксид (кварц)
Магмените скали се състоят главно от силикатни и алумосиликатни минерали, поради високото съдържание на силициев диоксид и Al2O3.
- Ултрабазични – съдържание под 40% SiO2[6]
- Базични (основни) – съдържанието на SiO2 е между 40% и 52%[6]
- Средни – съдържанието на SiO2 е между 52% и 65%[6]
- Кисели – съдържание на SiO2 – между 65% и 75%[6],
- Ултракисели – над 75% съдържание на SiO2[7].

### Според минералния си състав
- Първични магмени скали – образуват се при кристализация на магмена топилка. Делят се на:

 – Главни – изграждат основната част от скалата. От своя страна те се делят на
– Салични – Главните химични елементи, които ги изграждат са силиций и алуминий. Това са фелдшпатите, кварцът и плагиоклазите.
– Фемични – с високо съдържание на желязо и магнезий. Такива са оливин, пироксени, амфиболи, слюди.
 – Второстепенни – Изграждат до 10% от магмените скали.
 – Акцесорни – Срещат се в малки количества във вид на добре оформени зърна. Характерни са за някои магмени скали, съдържащи минерали като илменит, хлорит, титанит, апатит, циркон, турмалин.
- Вторични магмени скали – Възникват вследствие изменението на първичните минерали при постмагматични процеси. Такива са скалите, съдържащи минералите актинолит, хлорит, епидот, серицит, каолинит.[4]

## Класификация
| Група      | Ултрабазити | Базалтови | Диоритандезитови | Гранитоиди |
| ---------- | ----------- | --------- | ---------------- | ---------- |
| Интрузивни | перидотит   | габро     | диорит           | гранит     |
| Ефузивни   |             | базалт    | андезит          | риолит     |